# Pan (satélite)
En astronomía, Pan es una de las lunas del planeta Saturno, llamada también Saturno XVIII. Es uno de los más internos satélites conocidos de este planeta (apenas a 133 583 km del centro de Saturno), y se encuentra en la división Encke del anillo A de Saturno, de la que actúa como luna pastora, siendo responsable de mantenerla abierta. Fue descubierto por Mark R. Showalter en 1990 que provoca la separación de los anillos de Saturno mientras examinaba las viejas fotografías obtenidas nueve años antes por el Voyager en su encuentro con Saturno. Pan es conocida como la "luna ravioli", por su forma peculiar a una pequeña empanadilla de pasta ravioli.
También Pan, en la mitología griega, era el dios sátiro de los bosques, los campos y la fertilidad, hijo de Hermes, mensajero de los dioses olímpicos, y de una ninfa también de los bosques.

## Predicción

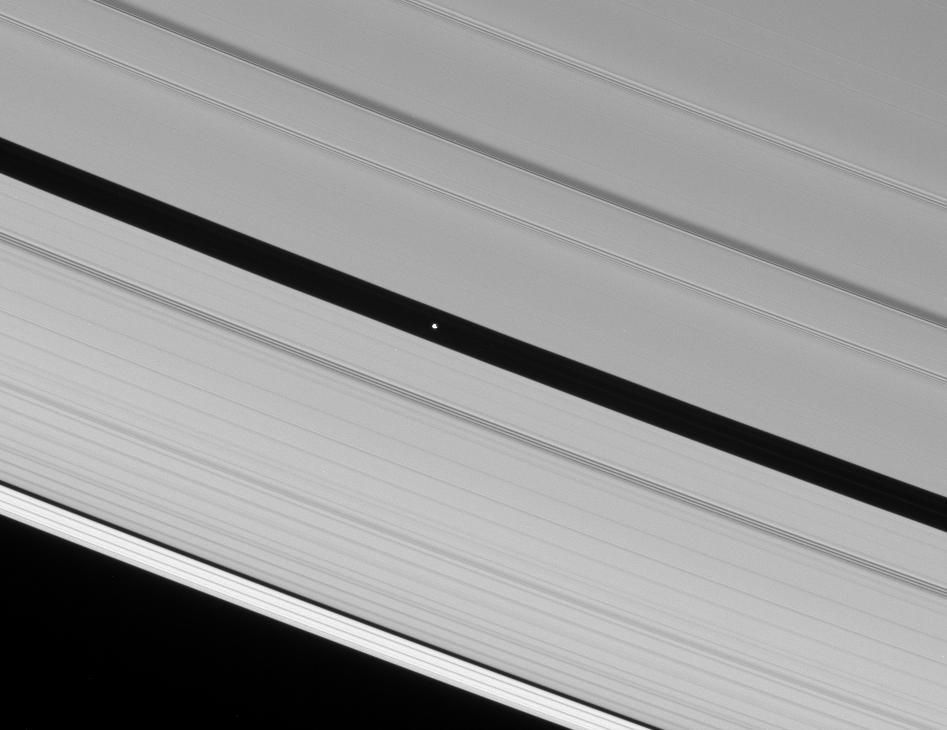
La imagen muestra a Pan orbitando en la división Encke.

La existencia de un satélite en la división Encke fue predicha por Jeffrey N. Cuzzi y Jeffrey D. Scargle en 1985, basado en los bordes ondulados de la división que indicaba una distorsión gravitacional. En 1986 Showalter y su equipo infirió su órbita y masa modelando su estela gravitacional. Llegaron a una muy precisa predicción de 133.603 ± 10 km para el semieje mayor y una masa de 5–10×10−12 masas de Saturno, e infirieron que había un solo satélite dentro de la división. El actual semieje mayor difiere solo en 19 km y la masa actual es de 8,6×10−12 masas de Saturno.
El satélite fue encontrado después en la primera posición predicha. La búsqueda fue realizada considerando todas las imágenes del Voyager 2 y usando cálculos computacionales para predecir si el satélite sería visible en condiciones favorables en cada una de ellas. Cada imagen cualificada del Voyager 2 con resolución mejor a ~50 km/Pixel muestra a Pan claramente. Entre todas, aparece en once imágenes del Voyager 2.

## Órbita
La excentricidad orbital de Pan produce que la distancia entre él y Saturno varíe en cerca de 4 kilómetros. Su inclinación orbital, que debería causar que se mueva de arriba abajo, no es distinguible del cero con los datos actuales. La división Encke, en la cual Pan orbita, es de cerca de 325 kilómetros de ancho.

## Geografía

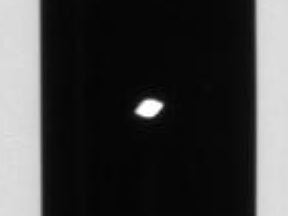
Pan en el centro de la imagen, ocupando la división Encke en los anillos de Saturno. Su forma de nuez es claramente visible.

Los científicos de Cassini han descrito a Pan como con forma de nuez debido a la cresta ecuatorial, similar a la del satélite Atlas, que es visible en las imágenes. La cresta se debe al material del anillo de Saturno que ha sido barrido desde la división Encke.

## Anillo Pan

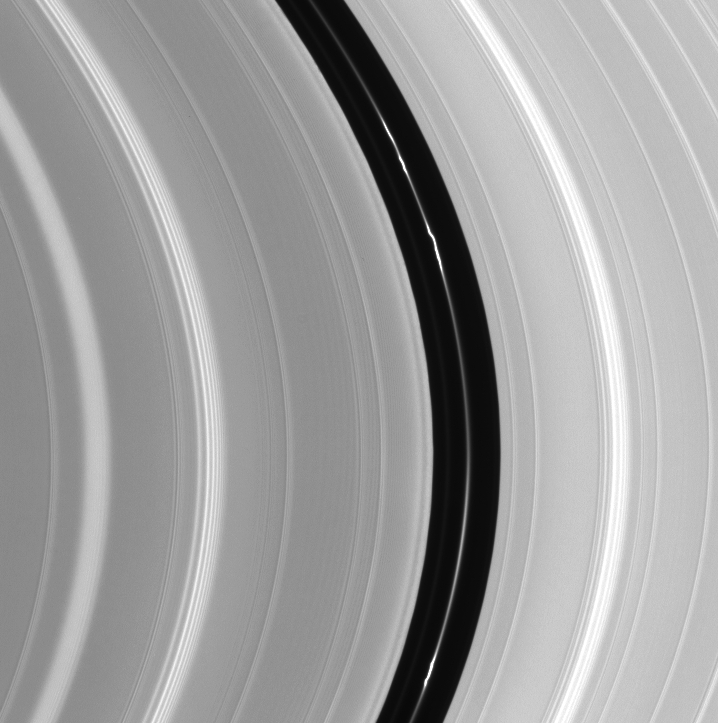
Acercamiento de la división Encke. El anillo central es coincidente con la órbita de Pan.

La división Encke contiene un anillo que es coincidente con la órbita de Pan, indicando que Pan mantiene las partículas en órbita de herradura.

## Nombre
El satélite fue nombrado el 16 de septiembre de 1991 basado en la figura mitológica Pan, quien fue (entre otras cosas) el dios de los pastores. Esta es una referencia al rol de Pan como el satélite pastor. También es designado como Saturno XVIII.
Fue descubierto por Mark R. Showalter en 1990 analizando las antiguas fotos de la sonda Voyager 2 y recibió su designación provisional S/1981 S 13 debido a que las imágenes del descubrimiento estaban fechadas en 1981.
También hay un asteroide llamado (4450) Pan.